# São Miguel do Anta
São Miguel do Anta é um município brasileiro do estado de Minas Gerais. Sua população recenseada em 2022 era de 6 334 habitantes.

## História
O município foi criado pela lei 1039, de 12 de novembro de 1953.